# Saoedi-Arabische voetbalbond
De Saoedi-Arabische voetbalbond of Saudi Arabian Football Federation (SAFF) is de voetbalbond van Saoedi-Arabië.
De voetbalbond werd opgericht in 1956 en is sinds 1972 lid van de Aziatisch voetbalbond (AFC) en sinds 2010 lid van de West-Aziatische voetbalbond (WAFF). In 1956 werd de bond lid van de FIFA. De voetbalbond is onder andere verantwoordelijk voor het Saoedi-Arabisch voetbalelftal en de hoogste nationale voetbalcompetitie. Het hoofdkantoor staat in Riyad.
Half november 2021 kondigde de bond aan een voetbalcompetitie met 16 teams voor vrouwen op te starten. De nieuwe competitie maakt deel uit van een programma dat het lokale vrouwenvoetbal ondersteunt sinds 2017. In de reguliere fase strijden 16 teams in drie regionale competities in de steden Riyad, Jeddah en Dammam. In de eindfase spelen gekwalificeerde ploegen een finaletoernooi in Jeddah. Op 22 november 2021 ging de nieuwe competitie officieel van start. Speelsters mogen zelf kiezen of ze al dan niet een hoofddoek dragen. Een lange broek is wel verplicht.

## President
In oktober 2021 was de president Yasser Al Misehal.